# Las Bravo
Las Bravo, é uma telenovela mexicana produzida pela Azteca e exibida pela Azteca Trece entre 18 de agosto de 2014 e 13 de fevereiro de 2015.
A trama apresenta Edith González, Mauricio Islas, Saúl Lisazo, Carolina Miranda, Carla Carrillo, Paulette Hernández, Héctor Arredondo, Juan Vidal, Lambda García e Pedro Sicard nos papeis principais.

## Sinopse
Las Bravo é a história de Valentina Bravo e três filha - ricos, mulheres privilegiadas e preconceituosas que vêem a sua queda, quando o patriarca da casa morre mundo. Deixando dívidas exorbitantes, as quatro mulheres serão forçadas a ser despejada de seu orgulho e conseguir gerir as suas mãos sujas de um novo negócio, uma casa noturna em mulheres. O Bravo terá que aprender a conviver com um grupo de strippers masculinos que são tão desesperada para sobreviver. Ao longo do caminho, o Bravo vai aprender o que é a independência, para encontrar-se e encontrar o amor.

## Elenco
- Edith González como Valentina Díaz deu Bravo
- Mauricio Islas como Leonardo Barbosa
- Saúl Lisazo como Enrique Velázquez
- Carla Carrillo como Roberta Bravo
- Carolina Miranda como Carmen Bravo
- Paulette Hernández como Adriana Bravo
- Héctor Arredondo como Gerardo Ibáñez
- Pedro Sicard como Samuel
- Lambda García como Fernando
- Juan Vidal como Adonis
- María Fernanda Quiroz como Roxana
- Eugenio Montesoro como José "Toro" Bravo
- Alberto Casanova como Manuel
- Mauricio Aspe como Patricio
- Cecilia Piñeiro como Virginia Ibáñez
- Nando Destenave como Padre Domingo
- Ana Karina Guevara como Sonia deu Velásquez
- María Luisa Garza como Nana Cuca
- Angeles Marín como Miguelina
- Claudia Marín como Evangelina
- Fabián Peña como Aníbal
- Josefo Rodríguez como Cándido
- Jorge Zepeda como Teodoro
- Lizbeth Cuevas como Beatriz
- Stefany Hinojosa como Tania
- Tamara Fascovich como Lily
- Cynthia Quintana como Ingrid
- Eric Díaz del Castillo como Gabriel
- Abel Fernando como Justino
- El Negro Morales como Epifanio
- José Astorga como Jairo
- Roberto Mares como José Primitivo
- Angel Vigón como René Pastrana
- Esau como Roberto "Robertito" Bravo
- Patricio Guzmán como José Manuel
- Andrea Martí como Lucía deu Barbosa
- Mario Díaz como Ignacio Ibánez
- Irene Arcila como Malena
- Alejandro Ávila como Don Chuy
- Carlos Tavera como Charly
- Mariana Regaert como Ana
- Tamara Guzmán como Herminia
- Carilú Navarro como Petra
- Mariana Castillo como Fabiola